# Pang Chol-mi
Pang Chol-mi (Chongju, 26 de agosto de 1994) é uma pugilista norte-coreana.

## Carreira
No Campeonato Asiático na cidade de Ho Chi Minh em 2017, ela conquistou a medalha de bronze na categoria até 51 kg. No ano seguinte, desta vez foi medalhista de prata nesta mesma categoria nos Jogos Asiáticos, perdendo na final para a chinesa Chang Yuan; em novembro, ela participou do campeonato mundial em Nova Delhi e conquistou o título com uma vitória por 5–0 sobre a cazaque Zhaina Shekerbekova.
Nos Jogos Olímpicos de Verão de 2024, em Paris, conquistou a medalha de bronze na disputa de peso galo (até 54 kg).